# Amrafel
Amrafel hebr. אמרפל (znaczenie nieznane) – postać biblijna występująca w 14 rozdziale Księgi Rodzaju. Opisywany jako król Szinearu, bywa utożsamiany z Hammurabim.

## Historia Biblijna
Amrafel, król Szinearu, brał udział w wojnie (jako sprzymierzeniec Kedorlaomera) z Berą, królem Sodomy, z Birszą, królem Gomory, z Szinabem, królem Admy, z Szemeeberem, królem Seboim, i z królem miasta Beli, czyli Soaru. Zgromadzili się w oni dolinie Siddim, zwanym też Morzem Słonym, pragnąc wyzwolić się po 12 latach niewoli u Kedorlaomera. Amrafel stanął po stronie zwycięzców bitwy. Dolina Siddim miała być bowiem pełna dołów ze smołą, w które podczas ucieczki wpadli królowie Sodomy i Gomory. Spowodowało to ucieczkę pozostałych walczących.
Amrafel brał też udział w grabieży całego majątku pokonanych.
Następnie walczył w przegranej bitwie z 318 wyszkolonymi do walki służącymi Abrahama, który chcąc odzyskać porwanego przez nich Lota, mieszkańca Sodomy, zaatakował ich w nocy, zwyciężył i odbił Lota wraz z jego rodziną, odzyskując także zagrabiony majątek.

## Powiązanie zHammurabim
Do niedawna powszechnie utożsamiano Amrafela z Hammurabim, królem Babilonii. Było to spowodowane faktem, że Amrafel został nazwany królem Szinearu, czyli być może Sumeru. Biblijna nazwa Szinear bywa jednak odnoszona do terytorium Sumeru, jak również i do całej Mezopotamii. Dodatkowo w tym okresie historycznym, jak pokazują dokumenty z Mari, żyło kilka osób o tym samym imieniu. Z drugiej strony, wszyscy imiennicy Hammurabiego, króla Babilonii, pochodzą z Syrii. Nie istnieje więc ostateczne rozwiązanie.